# ブロス市
ブロス市（ブロスし、スペイン語 Municipio Buroz）は、ベネズエラのミランダ州東部にある市である。市庁所在地はマンポラル。

## 地理
ミランダ州東部、バルロベント平野の中央部に位置する。市域は全面が低地で、山はない。区はマンポラル区1区のみ。
- 川 - トゥイ川、カパヤ川

### 隣接する市
- ミランダ州 - アセベド市、アンドレスベジョ市、ブリオン市